# Rubén Marino Navarro
Rubén Marino Navarro (La Banda, 1933. március 30. – Buenos Aires, 2003. július 14.) argentin válogatott labdarúgó.
Az argentin válogatott tagjaként részt vett az 1962-es világbajnokságon, illetve az 1963-as Dél-amerikai bajnokságon.

## Sikerei, díjai
Independiente
- Argentin bajnok (2): 1960, 1963
- Copa Libertadores győztes (3): 1964, 1965

Argentína
- Dél-amerikai bronzérmes (1): 1963